# Szekszárd Bad Bones

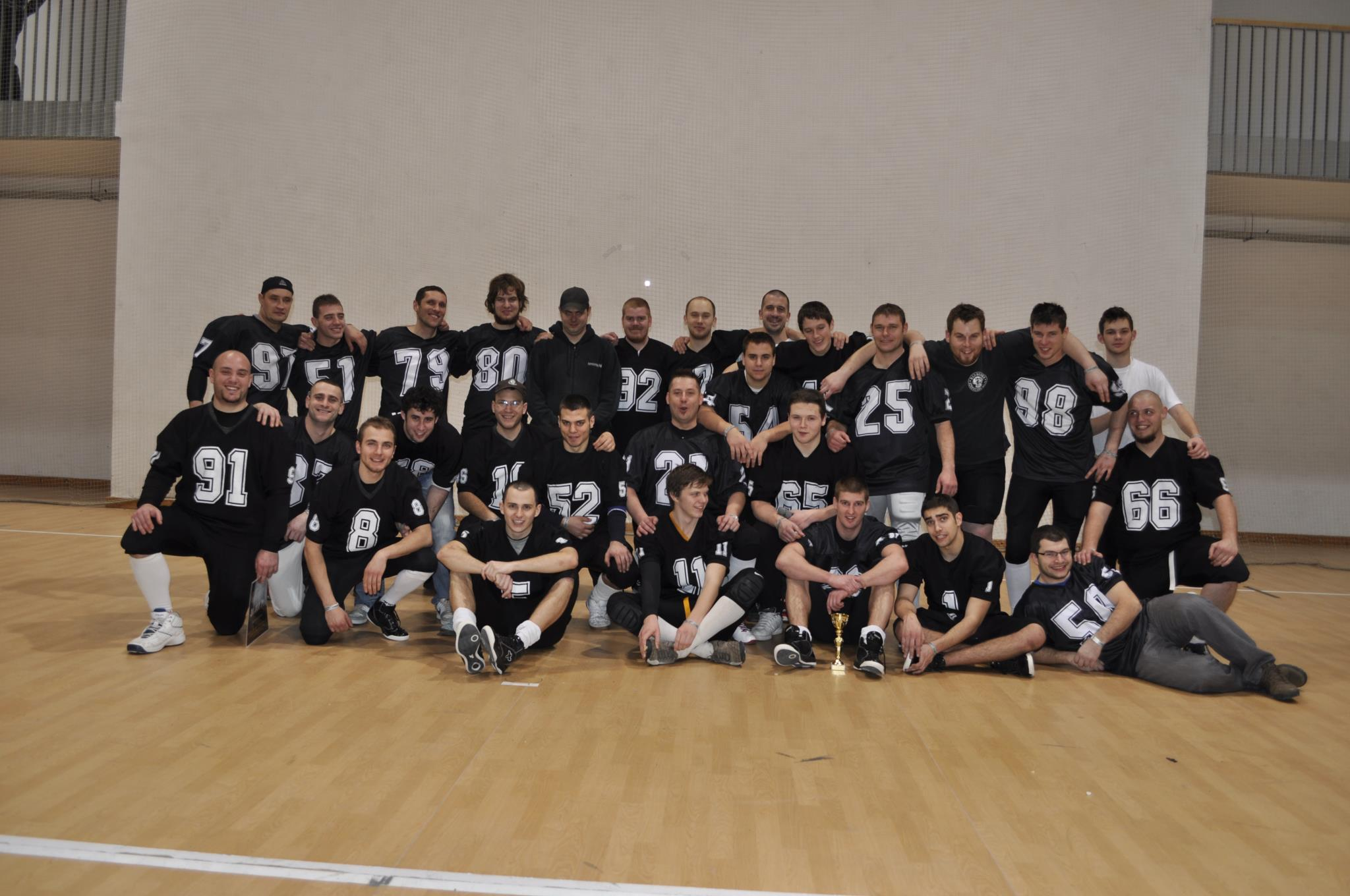
A Cellect Kupa Bronzérmes csapata

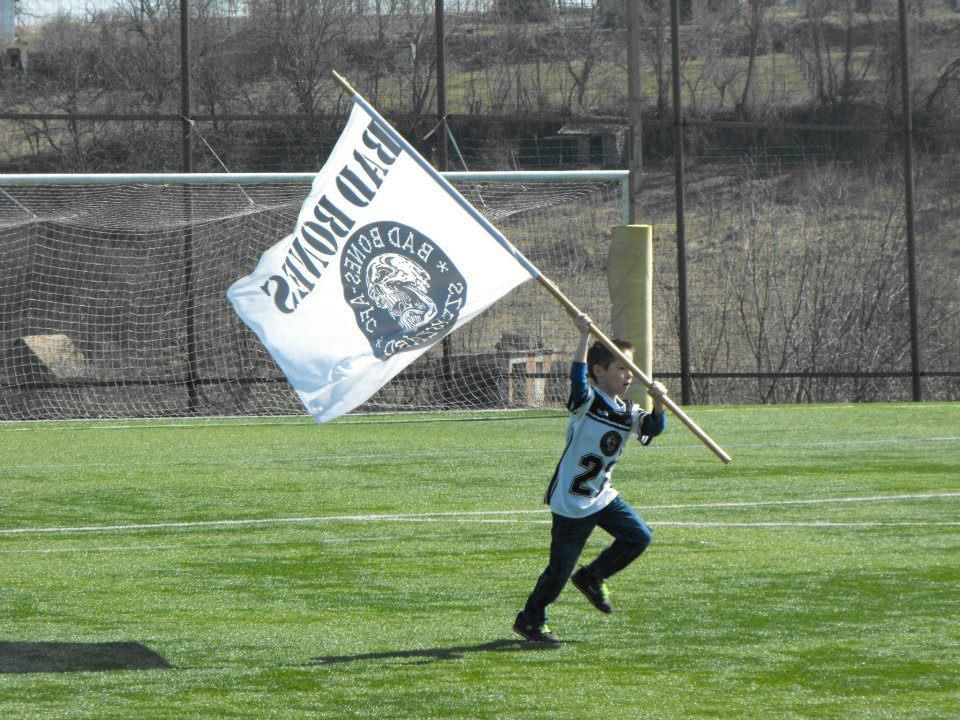
Csapatzászló

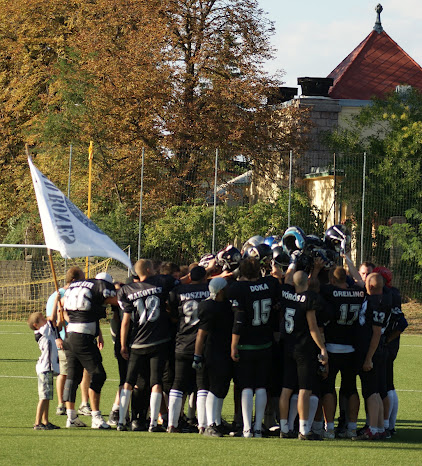
Köszöntés

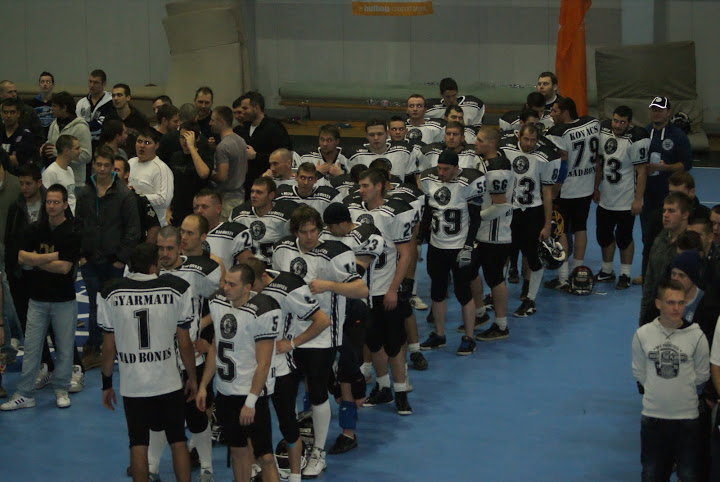
A II. Dabasi Aréna Kupa aranyérmes csapata

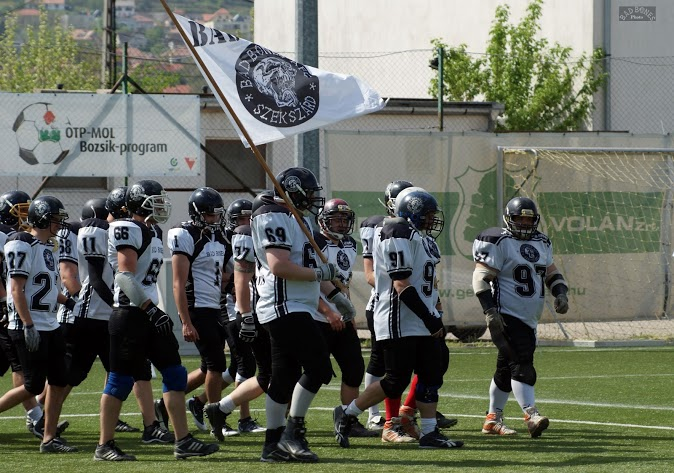
Bevonulás

A Bad Bones Szekszárd városának amerikaifutball-csapata.

## Kezdetek
Az első lépéseket 2005-ben tette egy maroknyi lelkes fiatal, akik a Prométheusz-park-ban dobálták a labdát. Egyikük a Pécs Gringos-nál volt játékos, hamarosan felvetődött az ötlet, hogy Szekszárdon is lehetne csapatot alakítani. Az elhatározást tett követte, meghirdették újságban és közösségi fórumokon. Két hónap alatt összegyűlt elég ember az első komolyabb edzésre.
Azonban a kemény edzés, mely erőnlétet, kitartást és a sport iránti alázatot egyszerre igényli, sok embert eltántorított és kevesen maradtak. Ők nem adták fel és felvették a kapcsolatot a Bajai Medvék-kel, így 2008-ban megalapították a Szekszárd-Baja Rosszcsontokat.
Eleinte úgy tűnt, a kezdeményezést siker koronázza, azonban a csapat nem jutott egyről a kettőre. Nem tudtak meccsekre járni, nem volt edző és támogatók sem, így a csapat létszáma újból megcsappant.

## Megújulás
2010-től új időszak következett be a csapat életében. Megtalálták azokat az embereket, akik láttak fantáziát a sportban és a csapatban. Az edzések egyre nagyobb számban és egyre komolyabb szakmai feltételekkel kerültek megrendezésre.
2011 tavaszán Szekszárd történetében először amerikaifutball-tornát láthatott a közönség. Megrendezésre került az I. Szekszárdi Aréna Kupa, melyen a csapat első helyezést ért el.

## VI. Cellect Aréna Kupa
2012-ben a csapat elindulhatott Magyarország legnagyobb arénafutball-rendezvényén, ahol nagy csatában 3. helyezést ért el.
| 2012. február 5. VI. Cellect Aréna Kupa | 2012. február 5. VI. Cellect Aréna Kupa | 2012. február 5. VI. Cellect Aréna Kupa |
| Csapat                                  | Eredmény                                | Csapat                                  |
| --------------------------------------- | --------------------------------------- | --------------------------------------- |
| Szekszárd BadBones                      | 28–16                                   | Eger Heroes                             |
| Szekszárd BadBones                      | 34–33                                   | Pannon Bulls                            |
| Szekszárd BadBones                      | 27–26                                   | Szeged Bats                             |
| Szekszárd BadBones                      | 19–26                                   | Budapest Wolves                         |
| Szekszárd BadBones                      | 21–14                                   | Tata Mustangs                           |

## Nagypálya
Az országos aréna kupán elért siker után a BadBones vezetősége úgy döntött, adottak a feltételek ahhoz, hogy a csapat magasabb szintre lépjen. Emelt heti edzésszám mellett megkezdődött a nagypályás felkészítés.

## A csapat mérkőzései a 2012-es évben
| Dátum         | Hazai csapat        | Eredmény | Vendég csapat       |
| ------------- | ------------------- | -------- | ------------------- |
| március 17.   | Pécs Gringos        | 6 - 48   | Szekszárd BadBones  |
| március 25.   | Szekszárd BadBones  | 24 - 24  | Veszprém Wildfires  |
| április 22.   | Szekszárd BadBones  | 42 -6    | Pécs Gringos        |
| május 26.     | Szekszárd BadBones  | 36 - 14  | Fehérvár Enthroners |
| június 30.    | Budapest Wolves II  | 20 - 28  | Szekszárd BadBones  |
| szeptember 8. | Szekszárd BadBones  | 40 - 16  | Budapest Titans     |
| október 6.    | Szekszárd BadBones  | 27 - 21  | Nyíregyháza Tigers  |
| október 20.   | Fehérvár Enthroners | 28 - 31  | Szekszárd BadBones  |
| november 3.   | Budapest Wolves II  | 18 - 27  | Szekszárd BadBones  |

| 2012. december 9. II. Dabasi Aréna Kupa | 2012. december 9. II. Dabasi Aréna Kupa | 2012. december 9. II. Dabasi Aréna Kupa |
| Csapat                                  | Eredmény                                | Csapat                                  |
| --------------------------------------- | --------------------------------------- | --------------------------------------- |
| Szekszárd BadBones                      | 21 - 12                                 | Kecskemét Ninjas                        |
| Szekszárd BadBones                      | 44- 0                                   | Jászberény Wolverines                   |
| Szekszárd BadBones                      | 20- 6                                   | Pannon Bulls                            |
| Szekszárd BadBones                      | 21- 6                                   | Kecskemét Ninjas                        |

Az évet hazai rendezésű két napos terem tornával zárta a csapat, amelyen 7 mérkőzésen egyetlen vereséget elszenvedve győzedelmeskedett.
| 2012. december 29-30. III. Szekszárdi Aréna Kupa | 2012. december 29-30. III. Szekszárdi Aréna Kupa | 2012. december 29-30. III. Szekszárdi Aréna Kupa |
| Csapat                                           | Eredmény                                         | Csapat                                           |
| ------------------------------------------------ | ------------------------------------------------ | ------------------------------------------------ |
| Szekszárd BadBones                               | 20 - 7                                           | Budapest Eagles                                  |
| Szekszárd BadBones                               | 6- 18                                            | Pannon Bulls                                     |
| Szekszárd BadBones                               | 22- 6                                            | Budapest Giants                                  |
| Szekszárd BadBones                               | 43- 0                                            | Baja Raiders                                     |
| Negyeddöntő                                      |                                                  |                                                  |
| Szekszárd BadBones                               | 35- 12                                           | Budapest Eagles                                  |
| Elődöntő                                         |                                                  |                                                  |
| Szekszárd BadBones                               | 20- 0                                            | Budapest Giants                                  |
| Döntő                                            |                                                  |                                                  |
| Szekszárd BadBones                               | 16- 10                                           | Pannon Bulls                                     |

## MAFLDivízió II. 2013.
Alapszakasz
Április 13.

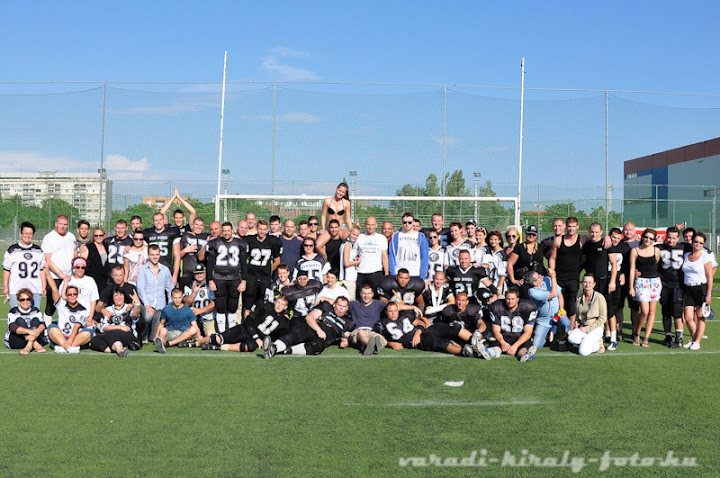
Divízió II. bronzérmes csapata

Debrecen Gladiators - Szekszárd BadBones 22 - 41 (0-20)
Április 27.
Szekszárd BadBones - Újbuda Rebels II 0 - 48 (0-20)
Május 12.
Budapest Hurricanes II. - Szekszárd BadBones 56 - 28 (28-14)
Május 18.
Dabas Sparks - Szekszárd BadBones 18 - 35 (18-15)
Június 2.
Szekszárd BadBones - Újpest Bulldogs 8 - 62 (0-27)
Június 9.
Szekszárd BadBones - Budapest Wolves II. 29 - 34 (14-20)
Rájátszás
Június 23.
Budapest Wolves II. - Szekszárd BadBones 8 - 16 (0-2)
Június 30.
Újpest Bulldogs - Szekszárd BadBones 42 - 0 (28-0)